# Tudorel Popa
Tudorel Popa, pe numele real Teodor-Emanuel Popa, (n. 24 decembrie 1925, Iași – d. 24 martie 1978, București) a fost un actor român de teatru și film.

## Biografie
S-a născut la Iași, în familia profesorului universitar Grigore T. Popa (1892–1948) de la Facultatea de Medicină și Farmacie. A urmat școala primară și primele clase secundare la Colegiul Național din Iași (1932-1939). S-a refugiat împreună cu familia la București în 1942, absolvind acolo cursurile liceale și urmând cursurile Facultății de Chimie Industrială de la Politehnică. Se înscrie în anul 1945 la Institutul de Teatru, urmând în paralel ambele facultăți.
După absolvirea Institutului de Teatru, debutează ca actor în 1949, jucând apoi la Teatrul Municipal (1949-1950), la Studioul actorului C.I. Nottara (ulterior Teatrul Nottara) și în final la Teatrul Mic. Pentru o scurtă perioadă (1951-1953) a fost asistent universitar la Institutul de Artă Teatrală și Cinematografică din București.
În cei peste 30 de ani de activitate a realizat roluri memorabile, jucând în piesele Mincinosul de Goldoni, Ocolul pământului în 80 de zile de Kochout, Emil si detectivii de Kessner, Liturghia de la miezul nopții de Peter Karvars, Căsătoria de Gogol, Cauțiunea de Hans Lucke, Conu Leonida față cu reacțiunea de I.L. Caragiale, Cântăreața cheală de Eugen Ionescu, Profesiunea Doamnei Warren de Bernard Shaw, Micii burghezi de Gorki, Vrăjitoarele din Salem de Arthur Miller, Monsserat de Robles ș.a. A jucat în peste 20 de filme, câștigându-și notorietatea prin interpretarea personajului Paganel din serialul de televiziune Aventurile echipajului Val-Vîrtej.
Tudorel Popa a murit la 24 martie 1978, în București, și a fost înmormântat în cimitirul Bellu.

## Distincții
- Ordinul Muncii clasa a III-a (26 august 1954) „pentru merite deosebite în realizarea filmelor «Nepoții Gornistului» și «Răsare soarele» (Nepoții Gornistului seria a II-a)”[3]

## Filmografie
- Nepoții gornistului (1953) - Nolly Racoviceanu
- Bălcescu (1953)
- Răsare soarele (1954) - Nolly Racoviceanu
- ...Și Ilie face sport (1954) - strungarul Toma
- Alarmă în munți (1955) - Dinică
- Ciulinii Bărăganului (1958) - Ghiță
- O poveste obișnuită... o poveste ca în basme (1959) - prinț
- S-a furat o bombă (1962) - banditul cu ochelari
- Cerul n-are gratii (1962)
- Celebrul 702 (1962)
- Tudor (1963)
- Partea ta de vină... (1963)
- Pași spre lună (1964) - alchimistul
- Steaua fără nume (1966) - un localnic
- Vremea zăpezilor (1966)
- Castelanii (1967) - Golovici
- Corigența domnului profesor (1968)
- Nu-ți plătesc (film TV, 1968)
- K.O. (1968) - ofițerul Stării Civile
- Ofițerul recrutor (1969) - judecătorul Scrupple
- Răzbunarea (1972)
- Ultimul cartuș (1973)
- Ștefan cel Mare - Vaslui 1475 (1975)
- Cercul magic (1975)
- Toate pînzele sus (1977) - tatăl Adnanei (ep. 5, 6)
- Fair Play (1977)